# مرادعلی (هیرمند)
مرادعلی (هیرمند)، روستایی از توابع شهرستان هیرمند در استان سیستان و بلوچستان ایران است. 

## جمعیت
این روستا در دهستان مارگان قرار دارد و براساس سرشماری مرکز آمار ایران در سال ۱۳۸۵، جمعیت آن ۶۷ نفر (۱۴خانوار) بوده‌است.